# 순천 용강서원
용강서원(龍堈書院)은 대한민국 전라남도 순천시 금곡동에 있는 서원이다. 1985년 2월 25일 전라남도의 문화재자료 제121호로 지정되었다.

## 개요
학포 양팽손과 장춘 양신용을 추모하기 위해 세운 서원이다.
양팽손(1488∼1545)은 중종 11년(1516) 과거에 급제하여 벼슬길에 올랐으나 기묘사화 때 사직되어 고향인 능주로 돌아왔다. 이 때 능주로 유배된 조광조와 많은 교류를 하였다. 글과 그림에 능한 그는 당시 신진사류의 한 사람으로 활약하였다.
양신용은 양팽손의 증손으로 도호부사를 지냈으며 병자호란으로 상실된 국권 회복을 기원하다가 죽었다.
용강서원은 처음에 순조 21년(1821) 해룡면 중흥리에 사우를 지었다. 고종 5년(1868) 흥선대원군의 서원철폐령으로 폐쇄되었다가 1970년에 지금 있는 자리에 복원하면서 ‘용강서원’이라 불렀다.
건물 배치는 외삼문인 지춘문을 들어서면 용강서원이라는 현판이 걸린 강당이 있고, 강당의 좌우에 동재와 서재가 있다. 그 뒤로 내삼문인 이정문이 있으며 그 뒤편으로 낙천사가 있다. 낙천사는 앞면 3칸·옆면 1칸 반 규모로, 지붕은 옆면에서 볼 때 사람 인(人)자 모양인 맞배지붕이다.
안쪽에는 양팽손을 중심으로 양신용의 위패를 모시고 있으며, 해마다 2월과 8월에 제사를 지낸다고 한다.

## 참고 자료
- 용강서원 - 국가유산청 국가유산포털